# Nicolás Andrés Fernández
Nicolás Andrés Fernández (Jeppener, Partido de Brandsen; 11 de febrero de 2002) es un futbolista argentino. Juega como lateral izquierdo en el Club Atlético Colón de la Primera Nacional, a préstamo desde Estudiantes de La Plata.

## Trayectoria
Nicolás Fernández se inició en Estrella de Jeppener y tuvo un breve paso por Lanús, antes de incorporarse a las divisiones inferiores de Estudiantes de La Plata en 2013.
El 22 de abril de 2022 tuvo su bautismo en Primera División, ingresando a los 83 minutos en el empate 2-2 contra Colón.
En noviembre de 2022, firma su primer contrato profesional.
Formó parte de los planteles profesionales de Estudiantes de La Plata que obtuvieron la Copa Argentina 2023 y la Copa de la Liga 2024.
En septiembre de 2024, fue cedido a préstamo por 18 meses al Club Atlético Colón de la Primera Nacional.

## Clubes
| Club                    | País      | Año             |
| ----------------------- | --------- | --------------- |
| Estudiantes de La Plata | Argentina | 2022-2024       |
| Colón                   | Argentina | 2024-Actualidad |

## Estadísticas
Actualizado al último partido disputado el 12 de octubre de 2024.
| Estudiantes de La Plata Argentina | 1.ª           | 2022          | 0 | 0 | 1 | 0 | 1 | 0 | 2  | 0 |
| Estudiantes de La Plata Argentina | 1.ª           | 2023          | 2 | 0 | 5 | 0 | 1 | 0 | 8  | 0 |
| Estudiantes de La Plata Argentina | 1.ª           | 2024          | 2 | 0 | 2 | 0 | 2 | 0 | 6  | 0 |
| Estudiantes de La Plata Argentina | Total club    | Total club    | 4 | 0 | 8 | 0 | 4 | 0 | 16 | 0 |
| Colón Argentina | 2.ª           | 2024          | 4 | 0 | — | — | — | — | 4  | 0 |
| Colón Argentina | 2.ª           | 2025          | 0 | 0 | — | — | — | — | 0  | 0 |
| Colón Argentina | Total club    | Total club    | 4 | 0 | 0 | 0 | 0 | 0 | 4  | 0 |
| Total carrera | Total carrera | Total carrera | 8 | 0 | 8 | 0 | 4 | 0 | 20 | 0 |
| (1) Las copas nacionales se refiere a la Copa Argentina y la Copa de la Liga Profesional. (2) Las copas internacionales se refiere a la Copa Sudamericana y la Copa Libertadores. |               |               |   |   |   |   |   |   |    |   |

## Palmarés

### Campeonatos nacionales
| Título          | Club                    | País      | Año  |
| --------------- | ----------------------- | --------- | ---- |
| Copa Argentina  | Estudiantes de La Plata | Argentina | 2023 |
| Copa de la Liga | Estudiantes de La Plata | Argentina | 2024 |